# Дігбі (муніципальний район, Нова Шотландія)
Дігбі (англ. Digby) — муніципальний район в Канаді, у провінції Нова Шотландія, центр однойменного графства.

## Населення
За даними перепису 2016 року, муніципальний район нараховував 7107 осіб, показавши скорочення на 4,8%, порівняно з 2011-м роком. Середня густина населення становила 4,3 осіб/км².
З офіційних мов обидвома одночасно володіли 710 жителів, тільки англійською — 6 395. Усього 70 осіб вважали рідною мовою не одну з офіційних.
Працездатне населення становило 56,5% усього населення, рівень безробіття — 17,7% (17,4% серед чоловіків та 18,2% серед жінок). 87,3% осіб були найманими працівниками, а 11,3% — самозайнятими.
Середній дохід на особу становив $33 363 (медіана $24 399), при цьому для чоловіків — $39 149, а для жінок $27 796 (медіани — $29 280 та $21 204 відповідно).
25,5% мешканців мали закінчену шкільну освіту, не мали закінченої шкільної освіти — 33,3%, 41,3% мали післяшкільну освіту, з яких 21,7% мали диплом бакалавра, або вищий, 15 осіб мали вчений ступінь.
| Статево-вікова структура населення | Статево-вікова структура населення | Статево-вікова структура населення | Статево-вікова структура населення | Статево-вікова структура населення |
| ---------------------------------- | ---------------------------------- | ---------------------------------- | ---------------------------------- | ---------------------------------- |
|                                    |                                    |                                    |                                    |                                    |
| Всього                             | Всього                             | 49,5%50,5%                         |                                    |                                    |
| 0 — 14 років                       | 0 — 14 років                       |                                    | 12,7%                              | 12,7%                              |
| 15 — 64 років                      | 15 — 64 років                      |                                    | 63,3%                              | 63,3%                              |
| 65 і більше                        | 65 і більше                        |                                    | 24,1%                              | 24,1%                              |
| 85 і більше                        | 85 і більше                        |                                    | 2,3%                               | 2,3%                               |
| Середній вік (років)               | Середній вік (років)               | 46,347,2                           | 46,7                               | 46,7                               |
| Медіана (років)                    | Медіана (років)                    | 50,550,9                           | 50,7                               | 50,7                               |
| — чоловіки — жінки                 |                                    |                                    |                                    |                                    |

| Походження мешканців:     | Походження мешканців:     | Походження мешканців: | Походження мешканців: | Походження мешканців: |
| ------------------------- | ------------------------- | --------------------- | --------------------- | --------------------- |
| Походження                |                           |                       | осіб                  | %                     |
| Корінні американці        | Корінні американці        |                       | 655                   | 9.23%                 |
| Інше північноамериканське | Інше північноамериканське |                       | 4 160                 | 58.59%                |
| Європейське               | Європейське               |                       | 4 125                 | 58.1%                 |
| британське                | британське                |                       | 3 210                 | 45.21%                |
| французьке                | французьке                |                       | 1 485                 | 20.92%                |
| українське                | українське                |                       | 15                    | 0.21%                 |
| Карибське                 | Карибське                 |                       | 20                    | 0.28%                 |
| Африканське               | Африканське               |                       | 220                   | 3.1%                  |
| Азійське                  | Азійське                  |                       | 85                    | 1.2%                  |

| Зайнятість населення за галузями (за класифікацією NOC): | Зайнятість населення за галузями (за класифікацією NOC): | Зайнятість населення за галузями (за класифікацією NOC): | Зайнятість населення за галузями (за класифікацією NOC): | Зайнятість населення за галузями (за класифікацією NOC): |
| -------------------------------------------------------- | -------------------------------------------------------- | -------------------------------------------------------- | -------------------------------------------------------- | -------------------------------------------------------- |
|                                                          |                                                          |                                                          |                                                          |                                                          |
| Управління                                               | Управління                                               |                                                          | 9,9%                                                     | 9,9%                                                     |
| Бізнес, фінанси та адміністрування                       | Бізнес, фінанси та адміністрування                       |                                                          | 12%                                                      | 12%                                                      |
| Природничі та прикладні науки                            | Природничі та прикладні науки                            |                                                          | 3,6%                                                     | 3,6%                                                     |
| Охорона здоров'я                                         | Охорона здоров'я                                         |                                                          | 6%                                                       | 6%                                                       |
| Освіта, правозахист, муніципальні та урядові служби      | Освіта, правозахист, муніципальні та урядові служби      |                                                          | 7%                                                       | 7%                                                       |
| Мистецтво, культура, відпочинок та спорт                 | Мистецтво, культура, відпочинок та спорт                 |                                                          | 1,2%                                                     | 1,2%                                                     |
| Роздрібна торгівля та послуги                            | Роздрібна торгівля та послуги                            |                                                          | 20,9%                                                    | 20,9%                                                    |
| Гуртова торгівля, транспорт та обладнання                | Гуртова торгівля, транспорт та обладнання                |                                                          | 14,7%                                                    | 14,7%                                                    |
| Природні ресурси, сільське господарство                  | Природні ресурси, сільське господарство                  |                                                          | 14,8%                                                    | 14,8%                                                    |
| Виробництво                                              | Виробництво                                              |                                                          | 10%                                                      | 10%                                                      |

## Клімат
Середня річна температура становить 6,5°C, середня максимальна – 21,9°C, а середня мінімальна – -10,6°C. Середня річна кількість опадів – 1 350 мм.
| Клімат поселення                              | Клімат поселення | Клімат поселення | Клімат поселення | Клімат поселення | Клімат поселення | Клімат поселення | Клімат поселення | Клімат поселення | Клімат поселення | Клімат поселення | Клімат поселення | Клімат поселення | Клімат поселення |
| Показник                                      | Січ.             | Лют.             | Бер.             | Квіт.            | Трав.            | Черв.            | Лип.             | Серп.            | Вер.             | Жовт.            | Лист.            | Груд.            |                  |
| Середній максимум, °C                         | −0,09            | 0,22             | 4,44             | 9,87             | 15,46            | 20,00            | 21,92            | 21,38            | 17,48            | 12,27            | 7,54             | 1,52             |                  |
| Середня температура, °C                       | −5,35            | −5,02            | −0,82            | 4,60             | 10,19            | 14,74            | 18,10            | 17,58            | 13,68            | 8,46             | 3,74             | −2,28            |                  |
| Середній мінімум, °C                          | −10,62           | −10,31           | −6,09            | −0,65            | 4,93             | 9,47             | 14,30            | 13,77            | 9,86             | 4,65             | −0,08            | −6,09            |                  |
| Норма опадів, мм                              | 138              | 106              | 120              | 111              | 107              | 95               | 90               | 81               | 111              | 111              | 137              | 143              |                  |
| Середньомісячна швидкість вітру, м/с          | 4.09             | 4.11             | 4.16             | 4.05             | 3.65             | 3.40             | 2.99             | 2.93             | 3.27             | 3.73             | 3.97             | 4.15             |                  |
| Середньомісячна сонячна радіація, кДж/м²·день | 5002             | 8095             | 12032            | 15327            | 18297            | 20519            | 20236            | 18005            | 13736            | 8874             | 5214             | 4001             |                  |
| --------------------------------------------- | ---------------- | ---------------- | ---------------- | ---------------- | ---------------- | ---------------- | ---------------- | ---------------- | ---------------- | ---------------- | ---------------- | ---------------- | ---------------- |
| Джерело:                                      |                  |                  |                  |                  |                  |                  |                  |                  |                  |                  |                  |                  |                  |